# Wawrzyniec (biskup Bizancjum)
Wawrzyniec – biskup Bizancjum w latach 154–166.